# Кызыл-Алма (Таш-Кумыр)
Кызыл-Алма (кирг. Кызыл-Алма) — село в Джалал-Абадской области Кыргызстана. Административно подчинено администрации города Таш-Кумыр.

## География
Село расположено в южной части области, на левом берегу реки Нарын, на расстоянии приблизительно 2 километров (по прямой) к югу от города областного подчинения Таш-Кумыр.

## Население
Согласно оценочным данным Национального статистического комитета Кыргызской Республики, численность населения села на начало 2023 года составляла 858 человек.
| год     | 2009 | 2014 | 2015 | 2020 | 2021 | 2023 |
| ------- | ---- | ---- | ---- | ---- | ---- | ---- |
| человек | 374  | 598  | 586  | 765  | 852  | 858  |